# Premio Bevo Francis

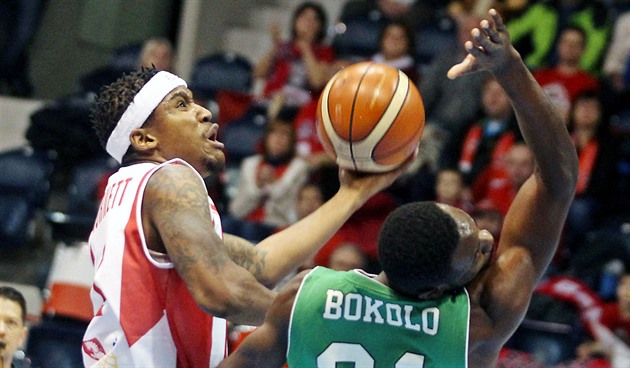
Dominez Burnett ganó en la primera edición de los premios en 2016.

El Premio Bevo Francis (en inglés Bevo Francis Award) es un galardón del baloncesto universitario estadounidense que se otorga desde 2016. El premio reconoce al mejor jugador de la temporada de una universidad de las consideradas pequeñas. El galardón se denomina así en honor a Bevo Francis, quien fue elegido All-American en los años 50 cuando pertenecía al pequeño Rio Grande College. El primer ganador fue Dominez Burnett de la Universidad de Davenport.

## Divisiones
Son elegibles jugadores por debajo de la División I de la NCAA. Son seleccionables si juegan en las siguientes divisiones:
- NCAA Division II
- NCAA Division III
- NAIA Division I
- NAIA Division II
- USCAA Division I
- USCAA Division II
- NCCAA Division I
- NCCAA Division II

## Ganadores
| Temporada | Jugador         | Universidad                  | Clase          | División          | Ref            |                |
| --------- | --------------- | ---------------------------- | -------------- | ----------------- | -------------- | -------------- |
| 2015–16   | Dominez Burnett | Davenport                    | Senior         | NAIA Division II  | [ 1 ]          |                |
| 2016–17   | Justin Pitts    | Northwest Missouri State     | Junior         | NCAA Division II  | [ 2 ]          |                |
| 2017–18   | Emanuel Terry   | Lincoln Memorial             | Senior         | NCAA Division II  | [ 3 ]          |                |
| 2018–19   | Aston Francis   | Wheaton                      | Senior         | NCAA Division III | [ 4 ]          |                |
| 2019–20   | Kyle Mangas     | Indiana Wesleyan             | Junior         | NAIA Division II  | [ 5 ]          |                |
| 2020–21   | No se concedió  | No se concedió               | No se concedió | No se concedió    | No se concedió | No se concedió |
| 2021–22   | Trevor Hudgins  | Northwest Missouri State (2) | Senior         | NCAA Division II  | [ 6 ]          |                |
| 2022–23   | RJ Sunahara     | Nova Southeastern            | Junior         | NCAA Division II  | [ 7 ]          |                |
| 2023–24   | Elijah Malone   | Grace                        | Senior         | NAIA              | [ 8 ]          |                |

## Ganadores por universidad
| Universidad              | Ganadores | Años       |
| ------------------------ | --------- | ---------- |
| Northwest Missouri State | 2         | 2017, 2022 |
| Davenport                | 1         | 2016       |
| Indiana Wesleyan         | 1         | 2020       |
| Lincoln Memorial         | 1         | 2018       |
| Wheaton (IL)             | 1         | 2019       |
| Nova Southeastern        | 1         | 2023       |
| Grace                    | 1         | 2024       |